# (8749) Beatles
(8749) Beatles ist ein Asteroid des Hauptgürtels, der nach der berühmten Rockband The Beatles benannt wurde. Er wurde am 3. April 1998 von dem australischen Amateurastronomen John Broughton an seiner privaten Sternwarte, dem Reedy-Creek-Observatorium (IAU-Code 428), in Queensland, Australien entdeckt.